# Edward Szłyk
Edward Szłyk (ur. 11 lutego 1951 roku w Wołkowysku) – polski chemik, profesor chemii analitycznej i chemii nieorganicznej.

## Życiorys
Ukończył IV Liceum Ogólnokształcące im. Tadeusza Kościuszki w Toruniu w 1969 roku. Następnie podjął studia chemiczne w zakresie chemii organicznej na Uniwersytecie Mikołaja Kopernika w Toruniu, które ukończył w roku 1974. Osiem lat później uzyskał stopień doktora za pracę pt. Badanie procesu technicznej dehydratacji soli Ni (II) i Zn (II) z sześciometylenoczteroaminą. W 1994 roku obronił pracę habilitacyjną zatytułowaną Badanie kompleksów Co (II), Ni (II), Zn (II) i Pd (II) z adeniną i adenozyną. W 2003 roku uzyskał tytuł profesora nauk chemicznych.
Jest członkiem PTCh i programu COST/D 1 Management Committee. Odbywał staże naukowe na Florydzie (1987-1988), w Holandii (1992) i Kopenhadze (1994, 1995, 1996, 1997, 1998). Pełnił funkcję prodziekana ds. nauki Wydziału Chemii UMK. Od 2000 jest kierownikiem Katedry Chemii Analitycznej i Spektroskopii Stosowanej. W 2012 został dziekanem Wydziału Chemii.
Specjalizuje się w chemii koordynacyjnej, spektroskopii, analizie żywności, analizie leków, chemii analitycznej i analizie instrumentalnej.

## Odznaczenia
- Nagroda Ministerstwa Szkolnictwa Wyższego i Techniki (1982)

## Prace badawcze
- Badania i katalityczne zastosowania kompleksów Co(II) i Cu(II) z optycznie czynnymi zasadami Schiffa do utleniania cykloheksenu i jego pochodnych (2009)
- Analiza specjacyjna związków fosforu(V) w żywności za pomocą łączonych technik elektromigracyjnych (2009)
- Związki metaloorganiczne i koordynacyjne służące do wytwarzania nowych materiałów (2009)
- Charakterystyka nowych prekursorów Cu i Ag i ich zastosowanie do otrzymywania nanometrycznych warstw mono- i bimetalicznych metodą Chemical Vapour Deposition (CVD) (2005)
- Badania strukturalne i katalityczne kompleksów Co(II), Cu(II) i Ni(II) z optycznie czynnymi zasadami Schiffa (2003)

## Wybrane publikacje
- The bonding of ribavirin to platinum(ll) ion. X-ray and spectroscopy of platinum(ll) complexes with 1-p-D-ribofuranosyl-1,2,4-triazole-3-carboxamide and dimethylsulfoxide, Polyhedron, 21 (2002) 2001-2007
- Multinuclear solid state NMR and thermal studies of new silver(I) silvlated carboxylates with triphenylphosphine (PPh3), Annals of the Polish Chemical Society, XLVI Zjazd Naukowy PTCh, Lublin 2003, 507
- Multinuclear NMR spectroscopy and antitumor activity of novel platinum(ll) complexes with 5,7-disubstituted-1,2,4-triazolo [1,5-a]pyrimidines, J. Inorg. Biochem., 98 (2004) 167-172
- Temperature-variable mass spectrometry of silver carboxylates complexes with tertiary phosphines, Annals of the Polish Chemical Society, XLVIII Zjazd Naukowy PTCh, Poznań 2005, 213
- Thermal and MS studies of silver(l) 2,2-dimethylbutyrate complexes with tertiary phosphines and their application for CVD of silver films, Polyhedron, 26, 2007, 2440
- Platinum(IV) complexes with purine analogs. Molecular structure and their antiproliferative activity in vitro, Polyhedron, 27 (2008) 2765-2770
- Application of fluorimetry methods for selected additives determination in food products, Czech Journal of Food Sciences, 27, 2009, 3
- Non-isothermal decomposition of silver(I) carboxylates, Termochimica Acta